# رینولد باکلر
رینولد باکلر (انگلیسی: Reinhold Bachler؛ زادهٔ ۲۶ دسامبر ۱۹۴۴) اسکی‌باز پرش اهل اتریش است.